# SN 2003kx
SN 2003kx – supernowa typu II odkryta 8 grudnia 2003 roku w galaktyce UGC 4078. W momencie odkrycia miała maksymalną jasność 16,80m.